# Рамальял
Рамалья́л (порт. Ramalhal) — район (фрегезия) в Португалии, входит в округ Лиссабон. Является составной частью муниципалитета Торриш-Ведраш. По старому административному делению входил в провинцию Эштремадура. Входит в экономико-статистический субрегион Оэште, который входит в Центральный регион. Население составляет 3052 человека на 2001 год. Занимает площадь 36,90 км².